# ジョックロック
ジョックロック (Jock Rock) は、日本の楽曲。特に吹奏楽曲としてアレンジされたものが有名。

## 概要
原曲は、ヤマハがXGフォーマット普及のために作曲したデモ曲のうちの1つ。作曲者はRob Rowberry(Robert Rowberry)。自社の作曲ソフトやキーボードにサンプル音源として収録していた。高校野球の応援曲として使用されたことで一般に広く知られることとなった（後述）。

## 高校野球の応援曲として
智辯学園和歌山高校吹奏楽部が高校野球の応援曲、特にチャンステーマとしてこの曲を使用し始めたことで一般に広く知られることとなった。当時の同校吹奏楽部顧問であった吉本英治が、毎年甲子園に出場する同校野球部のための応援曲を作り続けてネタ切れに悩まされていたときに、たまたま聞いたこの曲に目をつけ、原曲よりもアップテンポなアレンジを施すことで「押せ押せムードが出る」ようにした。2000年の第82回全国高等学校野球選手権大会を同校が制した際にこの曲が演奏されていたことから注目を浴び、以後「ビッグイニングを演出する曲」として「魔曲」の異名で知られるようになった。
智辯和歌山では、この曲を「魔曲」たらしめるため意図的に演奏のタイミングを図っており、基本的には「8回以降、得点圏に走者が進んだ場面」にのみ演奏を限定し、さらに「応援部と吹奏楽部がトランシーバーで連携を取り合い、開始のタイミングをつぶさに検討する」といった調整を行っている。これには、応援団の振り付けが激しく「1イニングずっと『ジョックロック』だったら、本当にヘトヘト」になるため、頻繁に演奏できないという事情もあるという。
まれに7回までのチャンス時に演奏されることもある。2019年8月13日の第101回全国高等学校野球選手権大会2回戦、対明徳義塾戦では、8回ではなく7回に用いられた。この際、智辯和歌山によって1イニング3本塁打の大会タイ記録が生まれている。
2023年8月13日の第105大会2回戦では、兄弟校の智辯学園高校が徳島商業との試合において智辯学園攻撃の6回表の満塁時に用い、この回4点を追加し試合に勝利した。
2016年の第88回選抜高等学校野球大会では、智辯学園高校が優勝した際にこの曲が使用され、話題となった。智辯和歌山や智辯学園高校以外でも高校野球の応援曲として使用されるケースは少なくないが、楽譜が市販されていないため、演奏主体によって微妙に旋律が異なっており、吉本顧問曰く「ネットに上がっているものもだいたいは少しずれている」という。
なお、2018年の第90回記念選抜高等学校野球大会からは新曲の「ミラクルショット」（テレビ朝日『報道ステーション』スポーツコーナーのテーマ曲）とチャンステーマを使い分けている。

### CD音源化に際して
『ブラバン!甲子園2』への音源収録に際して、企画担当者が作曲者についてヤマハ側へ問い合わせたものの、多数のデモ楽曲のうちの1つであったため問い合わせ当時は作曲者を特定できず問題となったが、最終的に企業としてのヤマハが著作権を持つことで解決を見た経緯がある。

## 関連記事
- XGフォーマット
- 応援歌
  - アフリカン・シンフォニー - 本楽曲と同じく、智辯学園和歌山高校吹奏楽部顧問であった吉本英治の編曲により応援曲として知られることとなった楽曲。